# Helictotrichon hirtulum
Helictotrichon hirtulum är en gräsart som först beskrevs av Ernst Gottlieb von Steudel, och fick sitt nu gällande namn av Herold Georg Wilhelm Johannes Schweickerdt. Helictotrichon hirtulum ingår i släktet Helictotrichon och familjen gräs. Inga underarter finns listade i Catalogue of Life.